# BRDC International Trophy 1968
Le BRDC International Trophy 1968 (XX BRDC International Trophy), est une course de Formule 1 hors-championnat disputée sur le circuit de Silverstone le 25 avril 1968.

## Classement de la course
| Pos. | no | Pilote          | Écurie           | Tours | Temps/Abandon        |
| ---- | -- | --------------- | ---------------- | ----- | -------------------- |
| 1    | 1  | Denny Hulme     | McLaren-Cosworth | 52    | 1 h 14 min 44 s 8    |
| 2    | 2  | Bruce McLaren   | McLaren-Cosworth | 52    | + 10 s 9             |
| 3    | 20 | Chris Amon      | Ferrari          | 52    |                      |
| 4    | 6  | Jacky Ickx      | Brabham-Cosworth | 52    |                      |
| 5    | 9  | Piers Courage   | BRM              | 51    | + 1 tour             |
| 6    | 16 | David Hobbs     | BRM              | 50    | + 2 tours            |
| 7    | 15 | Silvio Moser    | Brabham-Repco    | 49    | + 3 tours            |
| Abd. | 7  | Mike Spence     | BRM              | 40    | Mécanique            |
| Abd. | 8  | Pedro Rodríguez | BRM              | 36    | Pression d'essence   |
| Abd. | 12 | Joseph Siffert  | Lotus-Cosworth   | 26    | Embrayage            |
| Abd. | 11 | Frank Gardner   | Cooper-BRM       | 23    | Moteur               |
| Abd. | 18 | Tony Lanfranchi | Brabham-Climax   | 20    | Fuite d'huile        |
| Abd. | 5  | Graham Hill     | Lotus-Cosworth   | 12    | Conduite d'essence   |
| Abd. | 14 | Joakim Bonnier  | McLaren-BRM      | 4     | Mécanique            |
| Np.  | 3  | Jack Brabham    | Brabham-Repco    |       | Non partant          |
| Np.  | 4  | Jochen Rindt    | Brabham-Repco    |       | Non partant          |
| Np.  | 10 | Richard Attwood | BRM              |       | Non partant          |
| Np.  | 17 | Trevor Taylor   | McLaren-Climax   |       | Voiture indisponible |
| Np.  | 17 | Keith St John   | McLaren-Climax   |       | Retrait volontaire   |
| Np.  | 18 | Jackie Lewis    | Brabham-Climax   |       | Inscrit en réserve   |

Légende:
- Abd.= Abandon - Np.= Non partant

## Pole position et record du tour
- Pole position :  Denny Hulme (McLaren-Cosworth) en 1 min 24 s 3.
- Meilleur tour en course :  Chris Amon (Ferrari) en 1 min 25 s 1.